# Bagodares prosa
Bagodares prosa là một loài bướm đêm trong họ Geometridae.